# Szwajcaria na Letnich Igrzyskach Olimpijskich 1972
Szwajcarię na Letnich Igrzyskach Olimpijskich 1972 reprezentowało 151 zawodników, 122 mężczyzn i 29 kobiety. Reprezentacja zdobyła trzy srebrne medale, co dało jej 26. miejsce w klasyfikacji.

## Medale
| Medal  | Zawodnik                                                                         | Dyscyplina  | Konkurencja                  |
| ------ | -------------------------------------------------------------------------------- | ----------- | ---------------------------- |
| Srebro | Xaver Kurmann                                                                    | Kolarstwo   | Indywidualnie na dochodzenie |
| Srebro | Guy Evéquoz, Daniel Giger, Christian Kauter, Peter Lötscher, François Suchanecki | Szermierka  | Szpada drużynowo             |
| Srebro | Alfred Bachmann, Heinrich Fischer                                                | Wioślarstwo | Dwójka bez sternika          |